# 杜熙陽
杜熙陽（1578年—1613年），字曜均，號光寰，廣東省廣州府南海縣人，民籍，明朝官員。

## 生平
萬曆二十八年（1600年）庚子科廣東鄉試二十八名舉人，萬曆三十八年（1610年）庚戌科會試二百二十八名，第三甲第一百十五名進士。工部觀政，授浙江湖州府歸安縣知縣，四十一年癸丑卒。。

## 家族
曾祖杜聰；祖杜世禎；父杜士偉，壽官；母陸氏；繼母衛氏。具慶下，妻龐氏，繼妻張氏；弟煥然。子秉樞；秉衡；秉中。